# Chiesa di Santa Maria del Rosario in Prati
La chiesa Santa Maria del Rosario in Prati è un luogo di culto cattolico di Roma, situato nel rione Prati in via degli Scipioni, sede dell'omonima parrocchia retta dai frati predicatori.

## Storia
La chiesa venne costruita agli inizi del XX secolo e portata a termine tra il 1912 e il 1916 in stile neogotico dall'architetto Giuseppe Ribaldi. È sede di parrocchia dal 1912 ed è affidata ai Padri Domenicani.
La chiesa ha anche valore in campo urbanistico perché, con altre del rione e del contiguo quartiere Trionfale (in parte coevo), racconta di una tendenza anticlericale diffusa alla fine dell'Ottocento nel neonato stato italiano che voleva, ponendosi in contrasto con il Vaticano, minimizzare l'importanza dei luoghi di culto, assegnando loro un lotto edilizio qualsiasi nei costruendi quartieri in allineamento su strade anche secondarie e non, come ci si aspetterebbe, un lotto con affaccio sulla via principale del quartiere (via Ottaviano).

## Descrizione

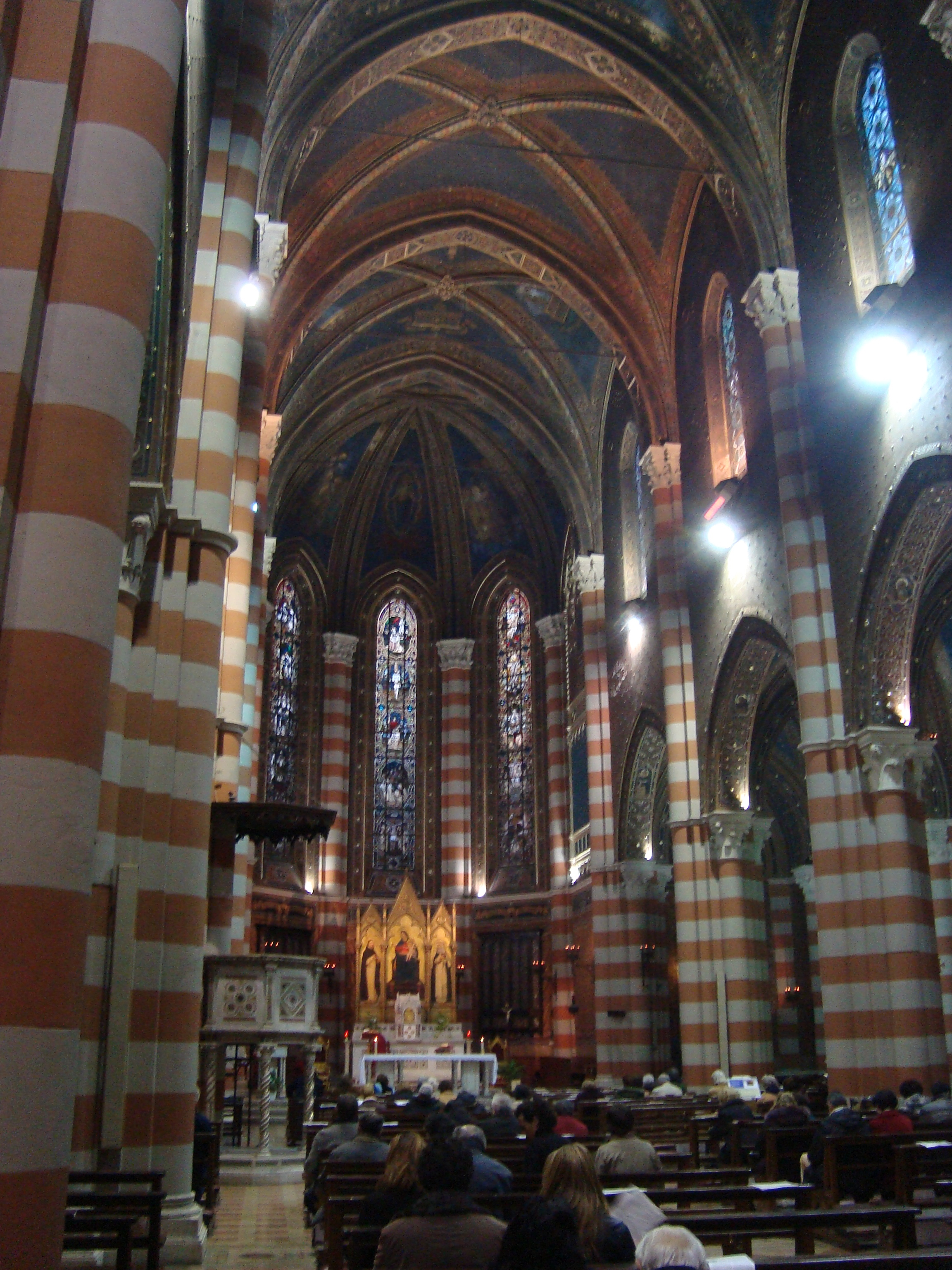
Vista dell'interno

L'entrata della chiesa, che affaccia direttamente sulla strada, è protetta da una cancellata in ferro battuto; la facciata presenta un rosone con un mosaico nella lunetta. L'interno si presenta a tre navate suddivise da pilastri e da cinque arcate. La parte superiore è suggestiva perché decorata con effetti che richiamano un cielo stellato. Le pitture interne sono di Giovan Battista Conti. Sull'altare absidale vi è un trittico raffigurante la Madonna del rosario; l'abside è impreziosita da vetrate policrome. Nella controfacciata un mosaico raffigurante la Madonna di Pompei ed un affresco con l'Albero delle profezie di Maria. Nella chiesa si trova l'organo a canne Tamburini opus 634 del 1971, a trasmissione mista, dotato di 19 registri.